# عهدنامه کاناگاوا

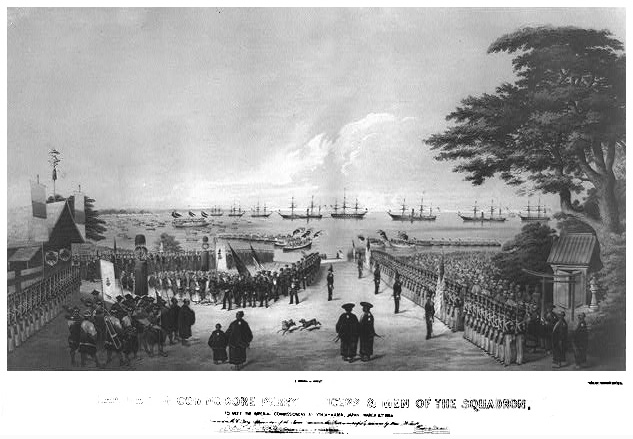
تصویری از لنگر بستن ناخدا متیو سی. پری در یوکوهاما، برای دیدار با کمیسیون سلطنتی در ۱۴ ژوئیه ۱۸۵۳ میلادی

عهدنامهٔ کاناگاوا (به ژاپنی: 日米和親条約 Nichibei Washin Jōyaku) به معنی پیمان دوستی بین ژاپن و ایالات متحده آمریکا، نام عهدنامه‌ای است که در ۳۱ مارس سال ۱۸۵۴ میلادی و در دوران شوگون‌سالاری توکوگاوا بین کشور ژاپن و ایالات متحده آمریکا به امضا رسید.
سیاست انزوا در ژاپن بیش از دو قرن ادامه داشت. در ۸ ژوئیه سال ۱۸۵۳ میلادی متیو سی. پری (زمان حیات ۱۰ آوریل ۱۷۹۴–۴ مارس ۱۸۵۸) افسر نیروی دریایی ایالات متحده آمریکا همراه با چهار ناو جنگی در بندر یوکوهاما لنگر انداخت و با تقدیم نامهٔ رسمی رئیس‌جمهور آمریکا به امپراتور ژاپن خواستار بازکردن درهای تجارت آزاد، حفاظت از کشتی‌های خراب شده آمریکایی، تهیه زغال‌سنگ و دیگر مواد لازم جهت کشتی‌های تجاری در یک یا دو بندر ژاپنی شد. پری پس از تحویل نامه و تهدید به بازگشت بندر را به قصد چین که در آن هنگام درگیر شورش تای‌پینگ بود و احتمال به وجود آمدن ضرر برای منافع آمریکا به وجود آمده بود، ترک کرد و ابتدا به اوکیناوا و سپس به هنگ کنگ رفت. شوگون‌سالاری توکوگاوا پس از پذیرفتن نامه قول داد که سال بعد به این نامه پاسخ بدهد. ناخدا پری پس از چند ماه با ناوگانی قوی تر و به همراه ۹ کشتی جنگی دوباره به ژاپن برگشت و عهدنامهٔ کاناگاوا بین دو کشور بسته شد. این عهدنامه دارای ۱۲ شرط است.

## پیمان صلح و دوستی (۱۸۵۴)

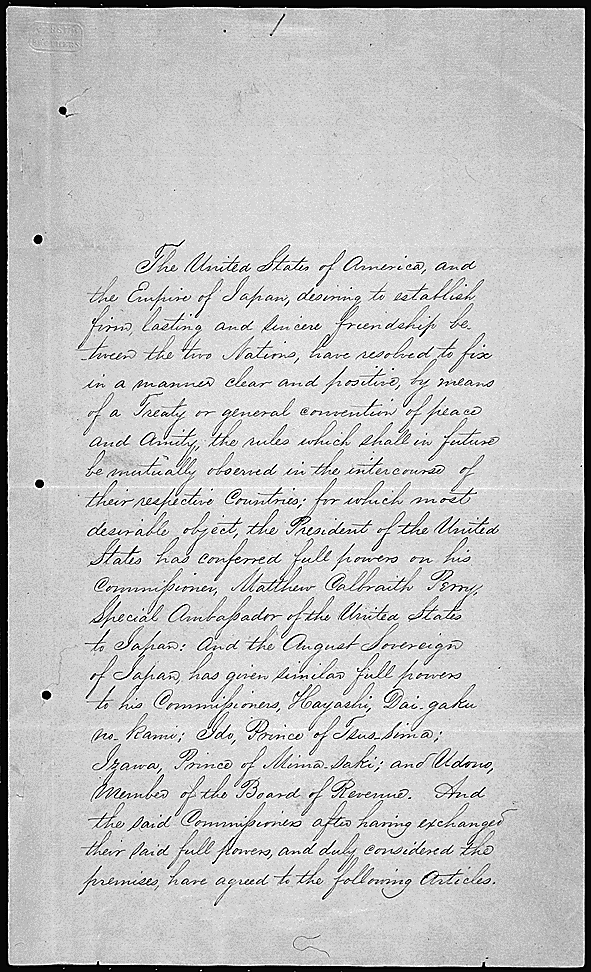
متن انگلیسی پیمان کاناگاوا

پیمان صلح و دوستی ژاپن و آمریکا دوازده ماده دارد:
| پیمان کاناگاوا | پیمان کاناگاوا | پیمان کاناگاوا |
| -------------- | --- | -------------- |
| اول            | صلح متقابل بین ایالات متحده و امپراتوری ژاپن                                                                               |                |
| دوم            | افتتاح بندرها شیمودا، شیزوئوکا و هاکوداته                                                                                  |                |
| سوم            | مساعدت‌هایی که توسط ژاپن نسبت به ملوانان آمریکایی غرق شده ارائه می‌شود                                                       |                |
| چهارم          | ژاپن ملوانان کشتی شکسته را زندانی نکرده و با بدرفتاری برخورد نمی‌کند                                                        |                |
| پنجم           | آزادی جابجایی برای ساکنان موقت خارجی در بندرها مورد معاهده (با محدودیت)                                                    |                |
| ششم            | معاملات تجاری مجاز است |                |
| هفتم           | مبادله ارز برای تسهیل هرگونه معاملات تجاری مجاز باشد                                                                       |                |
| هشتم           | ارائه خدمات به کشتی‌های آمریکایی در انحصار دولت ژاپن باشد                                                                   |                |
| نهم            | ژاپن همچنین هرگونه مزیت مطلوبی را که ممکن است در آینده با هر دولت خارجی دیگر مورد مذاکره قرار گیرد، به ایالات متحده می‌بخشد |                |
| دهم            | ژاپن، ایالات متحده را از استفاده از هر بندر دیگری به غیر از شیمودا، شیزوئوکا و هاکوداته منع می‌کند                          |                |
| یازدهم         | افتتاح کنسولگری آمریکا در شیمودا، شیزوئوکا                                                                                 |                |
| دوازدهم        | پیمان نامه ظرف ۱۸ ماه پس از امضای تصویب شود                                                                                |                |

ماده آخر، ماده دوازدهم، شرط کرده بود که مفاد این پیمان باید توسط رئیس‌جمهور ایالات متحده آمریکا و «حاکم ژاپن» ظرف ۱۸ ماه تصویب شود. در آن زمان،  شوگون  توکوگاوا ایه‌سادا عملاً حاکم ژاپن بود و برای امپراتور ژاپن تعامل با خارجی‌ها خارج از بحث بود. متیو سی. پری پیمان نامه را با نمایندگان شوگون به سرپرستی نماینده هایاشی آکیرا ( 韑) منعقد کرد و متن متعاقباً، با اکراه توسط، امپراتور کومی تأیید شد.
این پیمان در ۲۱ فوریه ۱۸۵۵ تصویب شد. طبق پیمان کاناگاوا دو بندر هاکوداته و شیمودا جهت انجام تدارکات و تجارت بر روی کشتی‌های آمریکایی گشوده می‌شد و به کشتی‌های آمریکایی که دچار شکستگی و آسیب دیدگی بودند در این بندرها رسیدگی و کمک‌رسانی می‌شد. به یک کنسول آمریکایی اجازهٔ اقامت در شیمودا داده می‌شد تا مراقب امور تجاری و اتباع آمریکایی در آن بندر باشد.